# کیوتاکا ایشیمارو
کیوتاکا ایشیمارو (انگلیسی: Kiyotaka Ishimaru؛ زادهٔ ۳۰ اکتبر ۱۹۷۳) بازیکن فوتبال اهل ژاپن است.
از باشگاه‌هایی که در آن بازی کرده‌است می‌توان به باشگاه فوتبال آویسپا فوکوئوکا اشاره کرد.